# Давыдова, Лариса Алексеевна
Лариса Алексеевна Давыдова (род. 2 апреля 1950 года, Подольск, Московская область, РСФСР, СССР) — советский и российский художник, член-корреспондент Российской академии художеств (2017).

## Биография
Родилась 2 апреля 1950 года в Подольске Московской области.
В 1975 году — окончила Московское областное училище памяти 1905 года.
В 1984 году — окончила Московский художественный институт имени В. И. Сурикова, отделение монументальной живописи, мастерская К. А. Тутеволь и В. Н. Забелина.
С 1984 по 1987 — стипендиат Союза художников СССР.
С 1987 года — член Союза художников России.
В 2017 году — избрана членом-корреспондентом Российской академии художеств.
Работает в жанрах портрета, натюрморта, пейзажа, тематической картины. Темы её произведений — история и современность, провинция XX века.
Её работа «Последняя черемуха», посвященная подвигу подольских курсантов экспонируется в Центральном музее Великой Отечественной войны на Поклонной горе.

## Награды
- Заслуженный художник Российской Федерации (2004)